# Dalea carnea
Dalea carnea är en ärtväxtart som först beskrevs av André Michaux, och fick sitt nu gällande namn av Jean Louis Marie Poiret. Dalea carnea ingår i släktet Dalea, och familjen ärtväxter.

## Underarter
Arten delas in i följande underarter:
- D. c. albida
- D. c. carnea
- D. c. gracilis

## Bildgalleri

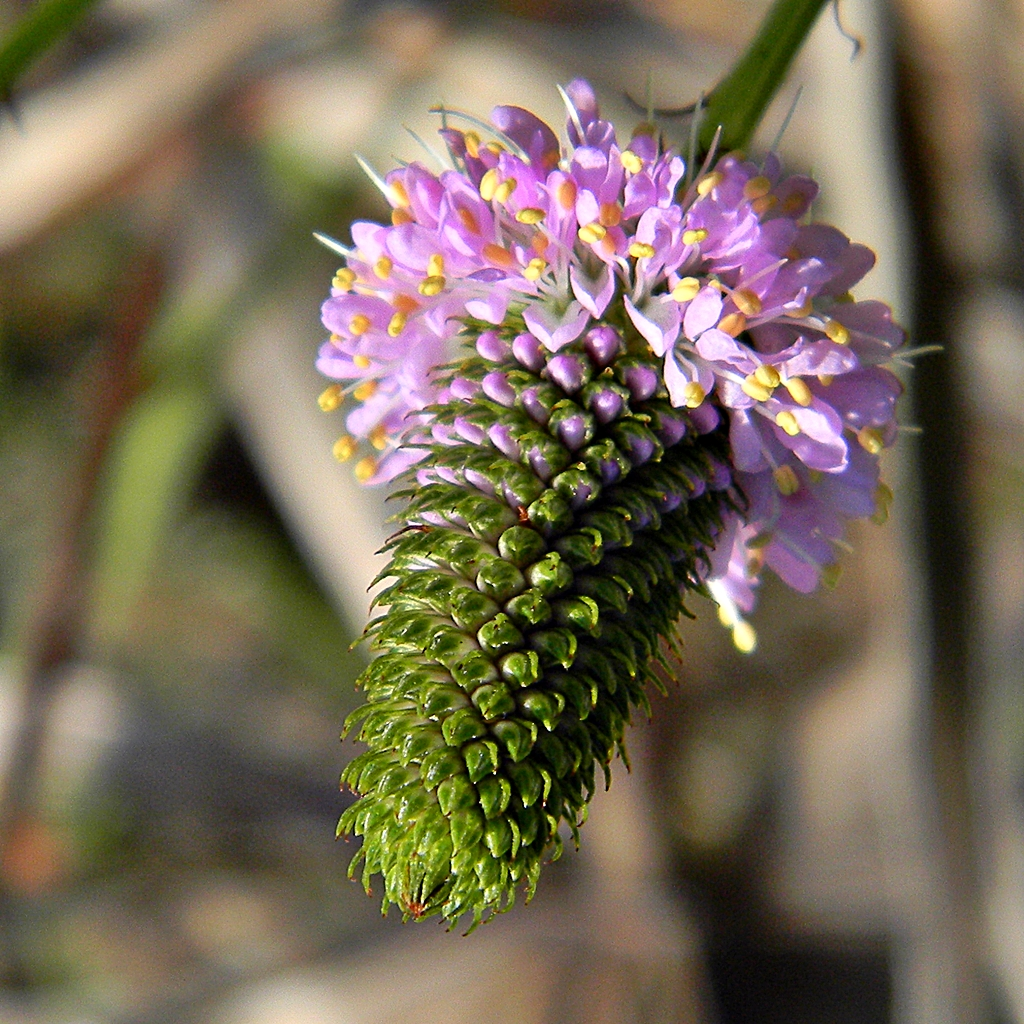